# 王向明
王向明（1962年12月—），男，中国飞机设计专家，中国航空工业集团公司沈阳飞机设计研究所项目总设计师、研究员，中国工程院院士。